# Kepler-383b
Kepler-383b es un planeta extrasolar que forma parte de un sistema planetario formado por al menos dos planetas. Orbita la estrella denominada Kepler-383. Fue descubierto en el año 2014 por la sonda Kepler por medio de tránsito astronómico.